# Jenny Kammersgaard
Jenny Marie Ingeborg Kammersgaard (født 24. juli 1918 i Horsens, død 29. november 1997 i Herlev) var en dansk svømmer.
Jenny Kammersgaard er især kendt som langdistancesvømmer. I 1936 svømmede hun de 18 km fra Snaptun til Horsens. Og i 1937 svømmede hun over Kattegat fra Gniben (spidsen af Sjællands Odde) til Grenå. Strækningen blev tilbagelagt på godt 29 timer. Denne præstation gav hende international berømmelse. Som en hyldest til hende skrev komponisten Dan Folke i 1937 sangen Jenny – Du er et Eventyr, og Aage Stentoft komponerede en Jenny Kammersgaard-vals. I 1938 svømmede Jenny Kammersgaard fra Gedser til Warnemünde på 40 timer og 17 minutter. På grund af strømforhold nåede den tilbagelagte distance op på 110 km, en dansk rekord, der stod i 81 år, indtil Per Kristensen og Anders Vestergaard tilbagelagde 115 km på 38 timer. I 1943 tilbagelagde hun en strækning på 75 km i Gudenåen, i 1950 og 1951 svømmede hun over Den engelske Kanal, og i 1959 svømmede hun fra Læsø til Frederikshavn.
Hun har også dyrket disciplinen at svømme i koldt vand på tid. I 1972 tilbagelagde hun således 200 m i tiliset vand i tiden 7 min. 13 sek. og i 1976 400 meter i tiden 12 min. 54 sek.
Jenny Kammersgaard tog i 1940-42 en uddannelse som svømmelærer ved Friedrich Wilhelms universitet i Berlin.
Jenny Kammersgaard levede fra 1958-89 sammen med svømmelærer Arne Marcussen.